# Niels Brinck
Niels Brinck (Aarhus, 24 de setembro de 1974) é um cantor dinamarquês.

## Festival Eurovisão da Canção
Niels Brinck, foi escolhido a 31 de janeiro, pela Dinamarca, através do famoso programa televisivo Melodi Grand Prix, para representar o país no concurso europeu Festival Eurovisão da Canção 2009.